# Spolek ryšavců
Spolek ryšavců je jedna z 56 krátkých detektivních povídek o Sherlocku Holmesovi, kterou napsal Sir Arthur Conan Doyle. Poprvé byla publikována v srpnu roku 1891 v časopisu The Strand Magazine pod názvem The Red-Headed League. Je druhou z dvanácti povídek vydaných knižně v souboru Dobrodružství Sherlocka Holmese (anglicky The Adventures of Sherlock Holmes).
Sám Doyle příběh označil jako svou druhou nejoblíbenější holmesovskou povídku, ve čtenářském hlasování z roku 1999 se taktéž umístila na druhém místě.
Příběh sloužil jako inspirace ke skutečné bankovní loupeži z roku 1971. 

## Děj
Za Holmesem přijde majitel zastavárny Jabez Wilson s nápadně zrzavými vlasy, ten před několika týdny narazil na podivný inzerát.
Inzerát hledal zrzavého muže, který by pracoval pro Spolek ryšavců – klub údajně založený rudovlasým boháčem, který chtěl po své smrti finančně podpořit zrzavé muže, jako byl on sám. Za práci byla slíbena bohatá odměna. Wilson se na popud svého pomocníka Vincenta Spauldinga dostavil na pohovor a byl okamžitě přijat. Několik týdnů tak docházel do kanceláře Spolku a zde dle instrukcí opisoval hesla z Encyclopædia Britannica. Po pár týdnech ale objevil na dveřích kanceláře vzkaz, že Spolek byl rozpuštěn.
Holmes se Wilsona optá na okolnosti ohledně Spauldingova najmutí a na jeho fyzický vzhled a poté vyrazí na obhlídku Wilsonova obchodu.
Protože se Holmes domnívá, že má dojít k vyloupení banky poblíž, schová se spolu s Watsonem, inspektorem Jonesem ze Scotland Yardu a ředitelem banky Merryweatherem do podzemních prostor banky, v bednách je tam ukryto velké množství zlatých mincí. Po asi hodinovém čekání se skrz podlahu dovnitř probourají dva muži a jsou okamžitě polapeni. Jedním z nich je kriminálník John Clay, kterého Holmes z Wilsonova vyprávění ztotožnil se Spauldingem. Spolek ryšavců byl jen záminka, jak vylákat Wilsona ze zastavárny, aby mohl Clay nerušeně prokopávat tunel do banky.

## Loupež na Baker Street
V roce 1971 došlo k vyloupení jedné z poboček banky Lloyds Bank nacházející se na Baker Street (viz Loupež na Baker Street). Strůjce loupeže se inspiroval Doylovou povídkou a do banky prokopal podzemní tunel vedoucí z nedaleké pronajaté prodejny. Loupež sloužila jako předloha filmu Čistá práce.

## Adaptace
Děj byl zpracován ve stejnojmenné epizodě televizního seriálu Sherlock Holmes (1984–1994). Hlavní roli ztvárnil Jeremy Brett. Clay zde jedná na popud profesora Moriartyho. 
Pro rozhlas adaptovala povídku mimo jiné BBC v letech 1964 a 1990.